# Hemerobius kutsimensis
Hemerobius kutsimensis là một loài côn trùng trong họ Hemerobiidae thuộc bộ Neuroptera. Loài này được New miêu tả năm 1989.